# Via Mala (1945)
Via Mala (späterer Untertitel Die Straße des Bösen) ist ein deutsches Spielfilmdrama aus den Jahren 1943/44 nach der gleichnamigen Romanvorlage von John Knittel (1934). Unter der Regie von Josef von Baky spielte Carl Wery einen despotischen Familienvorstand.

## Handlung
Der in einem abgelegenen Gebirgsgebiet lebende, alte Müller Jonas Lauretz ist ein wahrer Despot, seine Familie tyrannisiert er ständig. Immer wenn er zu viel getrunken hat, ist niemand vor ihm sicher. Mehr als einmal hat er Frau und Kinder geschlagen. Knecht Jöry wurde von seinen Schlägen derart schwer verletzt, dass alle in ihm nur noch den Krüppel sehen, und obendrein hat sich Lauretz vor aller Augen eine Geliebte zugelegt: Kuni, die Magd.
Im Laufe der Jahre ist in der Familie Furcht in grenzenlosen Hass umgeschlagen. Wieder einmal wurde Sohn Nikolaus bei Wind und Wetter ins Tal geschickt, um für den Alten Schnaps zu besorgen. Doch auf dem Rückweg stürzt er in der vereisten Schlucht, und die Flasche geht zu Bruch. Nikolaus traut sich daher nicht mehr nach Hause, obwohl die ihm entgegenkommende Silvelie, das Nesthäkchen, verspricht, mit beider Vater zu reden, um Schlimmeres zu verhindern. Doch es hilft nichts: Außer sich vor Zorn schlägt Lauretz den halb erfrorenen Sohn mit der Peitsche fast tot. Da er nun ohne Alkohol ist, macht sich der brutale Tyrann selbst auf den Weg, um in der Schenke des Gastwirts Bündner einzukehren.
Silvelie ist als einzige in der Familie in Lohn und Brot, sie hat eine Anstellung bei Bündner gefunden, der sie liebt. Inständig bittet sie den Schenkenbetreiber, ihrem Vater keinen Alkohol auszuschenken, da er dann noch unberechenbarer werde. Bündner hält sich an Silvelies Bitte, und die muss dafür den ganzen Zorn des Vaters ertragen, der wütend auf sie einschlägt. Ein von Bündner herbeigerufener Doktor verarztet das junge, geschundene Mädchen. Indessen trollt sich der alte Lauretz wieder. Doch daheim kommt er nie an. Rasch entsteht der Verdacht, einer aus der Familie könnte den furchtbaren Patron ermordet haben. Am ehesten hätte die ebenso schmächtige wie brave Silvelie einen Grund dafür. Für jeden in der Familie ist sein Verschwinden ein Segen, niemand weint dem Alten auch nur eine Träne nach. Nachdem der die Untersuchung führende, alte Amtmann während eines Verhörs stirbt, wird vorerst nicht weiter ermittelt.
Man verdächtigt sich gegenseitig und ist sich doch nicht gewiss, ob das bestialische Familienoberhaupt nicht doch noch eines Tages wieder vor der Tür steht. Als der neue Amtmann von Richenau ins Dorf kommt, wird der Fall wieder aufgerollt. Er erfährt von der Familie Lauretz die ganze Wahrheit über den Alten und verliebt sich ganz nebenbei auch noch in Silvelie. Noch während er ermittelt, heiratet das junge Paar. Als Richenau vor der Familie seine Vermutung äußert, dass seine frisch Angetraute den Alten getötet habe, fangen alle anderen an zu reden und sagen, was sie wissen. Schließlich führt Bündner Silvelie und Richenau zur Brücke über den reißenden Fluss und gesteht, Lauretz dort in die Tiefe gestürzt zu haben. Dann springt er selbst in den Abgrund.

## Produktionsnotizen
Via Mala wurde vom 12. Juli bis zum 6. November 1943 gedreht. Nachdrehs erfolgten im Juni und Juli 1944. Die Außenaufnahmen entstanden in den Alpen, in und bei Mayrhofen. Die Studioaufnahmen wurden auf dem Freigelände Babelsberg sowie im Froelich-Studio in Berlin-Tempelhof und in der Ufastadt Babelsberg hergestellt.
Die Entscheidung, Knittels Roman zu verfilmen, geht bis in das Jahr 1941 zurück. Damals erwarb die UFA die Rechte für 75.000 RM auf zehn Jahre. In den ersten Planungen sah die Besetzungsliste Luise Ullrich, Karl Ludwig Diehl, Marianne Hoppe und Werner Hinz vor.
Bis zum Ende der Dreharbeiten 1944 schienen sich keinerlei Hindernisse für die Veröffentlichung dieses Films aufzutürmen. Noch am 9. März 1945 schrieb Reichsfilmintendant Hans Hinkel an den Reichsbeauftragten für die deutsche Filmwirtschaft: „In diesen Tagen werden drei Filme, die ich bereits durchlaufen ließ, freigegeben: ‘Via Mala‘, ‘Wir sehen uns wieder‘ und ‘Wie sagen wir es unseren Kindern?‘.“ Zehn Tage später erfolgte die Kehrtwende um 180 Grad: „Via Mala nur für das Ausland zugelassen.“ Der Grund für das Verbot lag in der Tatsache begründet, dass Propagandaminister Joseph Goebbels den Knittel-Stoff als für diese schweren Zeiten zu düster ansah – zumal positive und optimistisch stimmende Unterhaltung zur Ablenkung des deutschen Volkes vom immer schwerer werdenden Kriegsalltag oberste Priorität besaß.
Durch die zahlreichen Verzögerungen (Schnittauflagen, Nachdrehs) und infolge des Goebbels-Verbots konnte der Film erst in der Nachkriegszeit einer breiten Öffentlichkeit gezeigt werden. Jedoch hatte es bereits am 9. April 1945 eine Aufführung für die Einwohner des Drehorts Mayrhofen gegeben. Im November 1946 erfolgte dann die offizielle Uraufführung in Knittels Heimat, der Schweiz (Zürich). Nachdem die sowjetische Militärzensur den Film Ende 1947 genehmigt hatte, fand am 16. Januar 1948 auch die offizielle deutsche Erstaufführung statt. In der Bundesrepublik lief Via Mala am 9. Juni 1950 in München an, die West-Berliner Aufführung erfolgte schließlich am 17. Oktober 1950.
Walter Röhrig und German Herbricht schufen die Filmbauten. Von Manon Hahn stammen die Kostümentwürfe.
Bei diesem Film handelt es sich um die erste deutsche Via Mala-Verfilmung, zwei weitere sollten folgen.

Szenenfotos
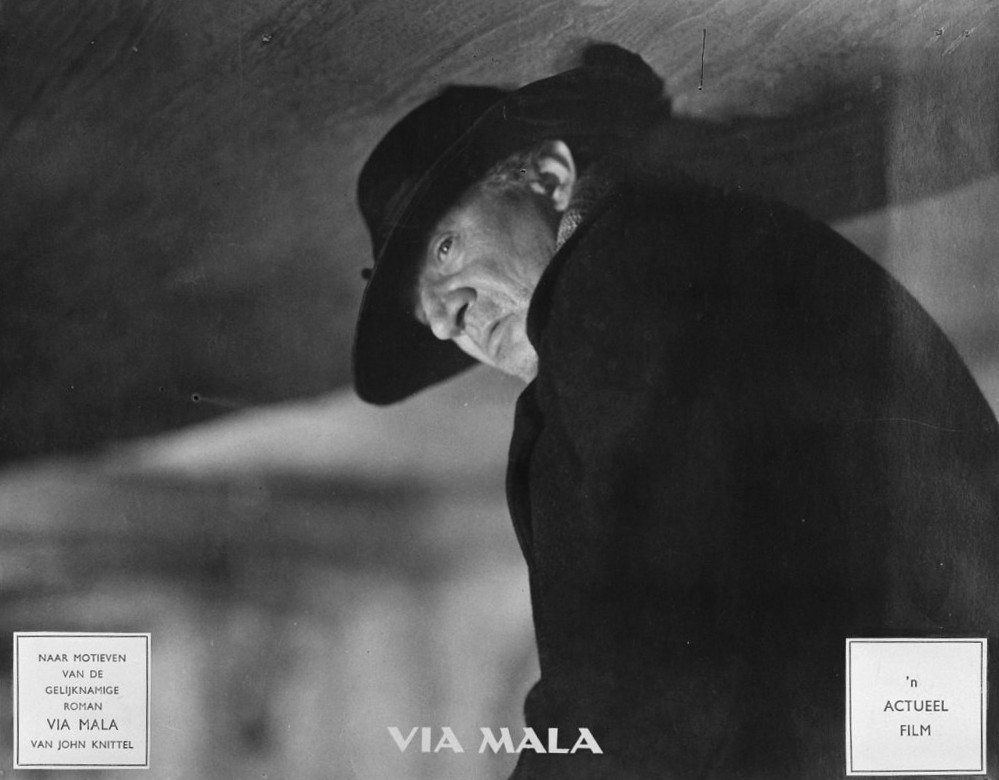
Carl Wery
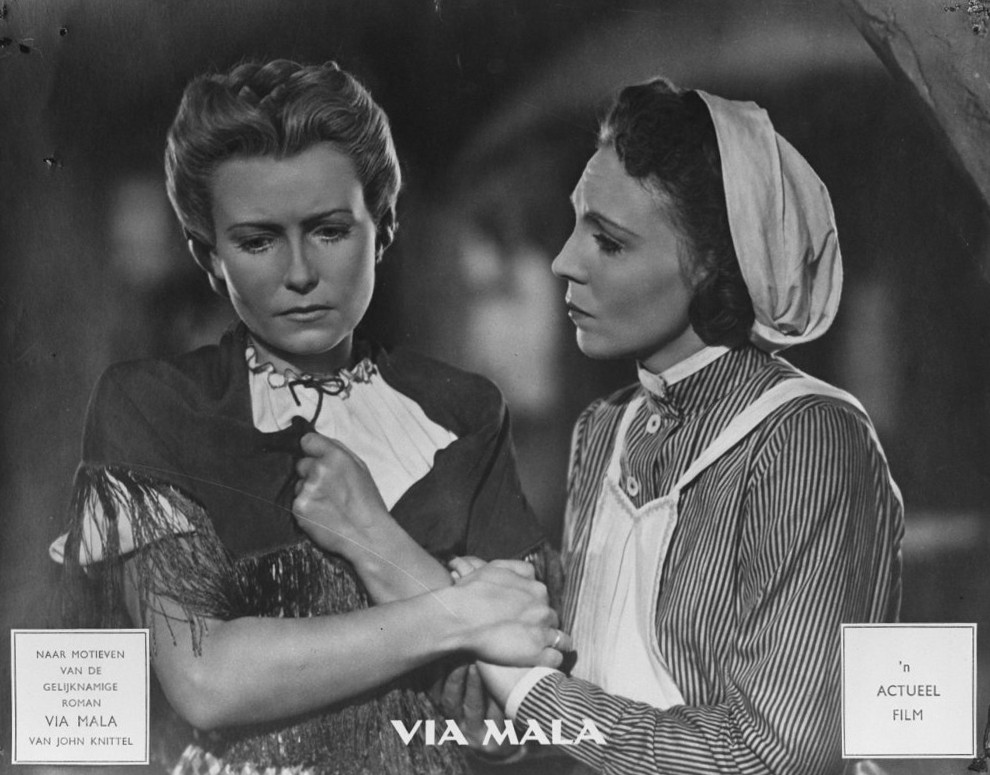
Karin Hardt und Hilde Körber
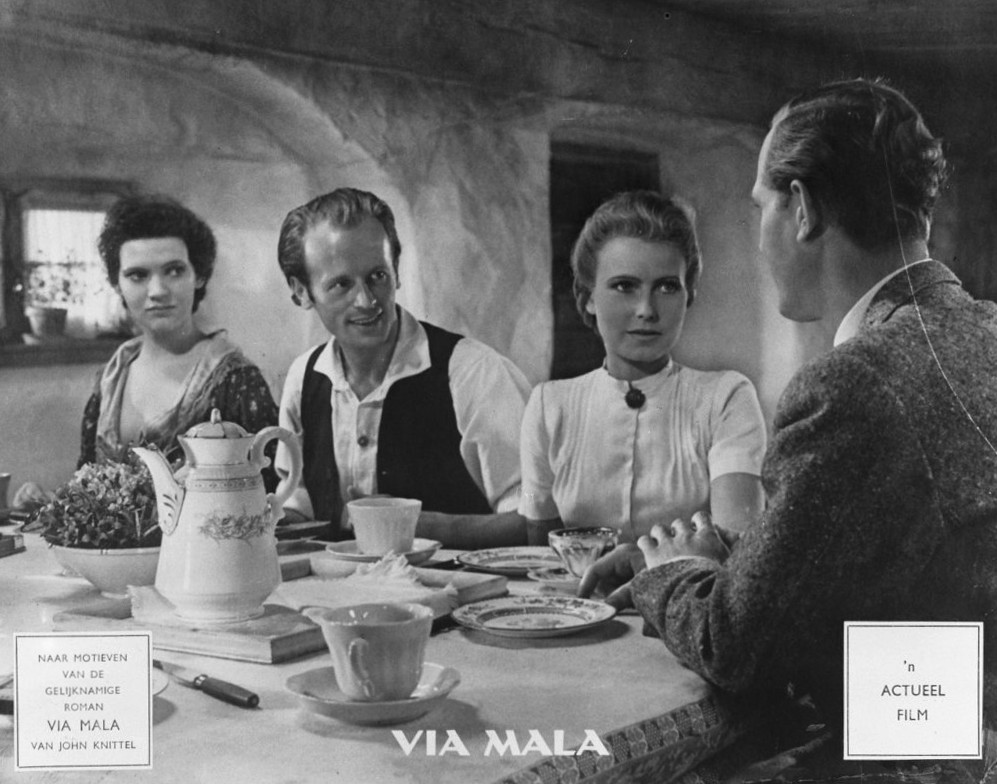
Renate Mannhardt, Malte Jaeger, Karin Hardt und Viktor Staal
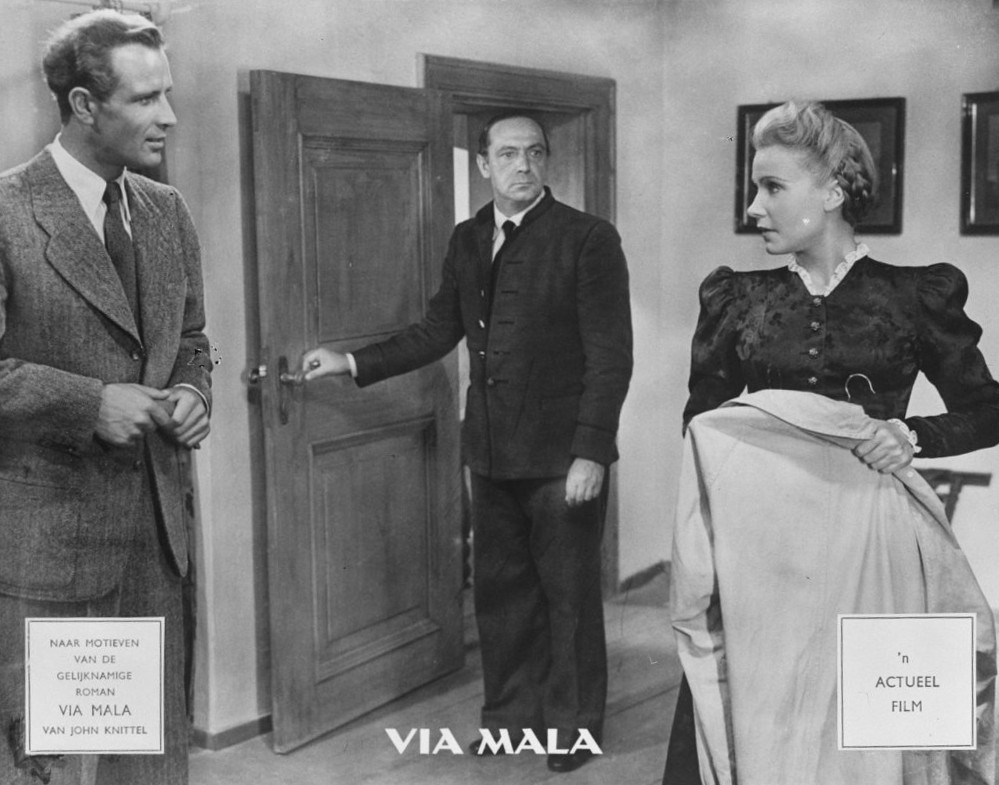
Viktor Staal, Carl Kuhlmann und Karin Hardt
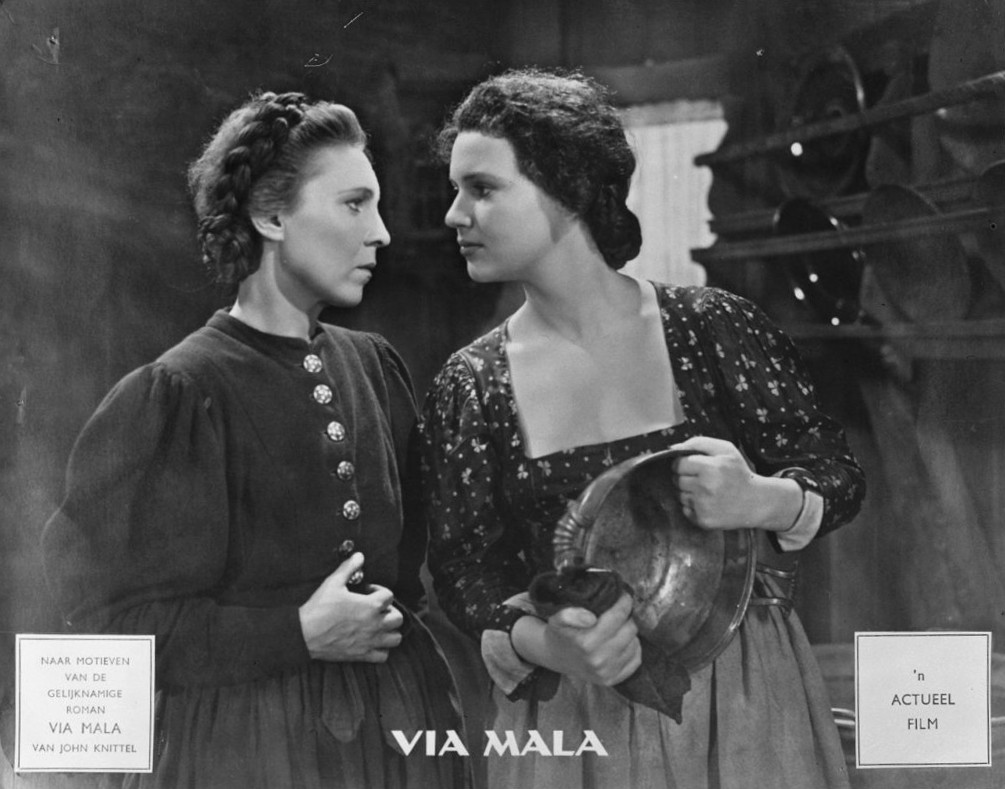
Hilde Körber und Renate Mannhardt

## Kritiken
Der Spiegel schrieb in seiner Ausgabe vom 24. Januar 1948: „Der Regisseur hat das Ganze in eine bedrückend niedere Bauernstube, in das bedrohlich klappernde Auf und Ab des Sägewerks und in ein etwas gar zu gepflegtes Dorfwirtshaus gestellt. Dazwischen entspannende Berglandschaften und immer wieder ein tosender, stürzender Gießbach, sozusagen der Hauptdarsteller. Von der heißen, ungesund faszinierenden Atmosphäre von Knittels Roman, der begehrten "pièce de résistance" aller Leihbüchereien, ist trotz aller Bemühungen nicht viel auf die Leinwand gekommen. Am ehesten in Hilde Körbers verklemmter und verschlossener Hanna. (…) Die photographische Gesamtleitung hatte Karl Hoffmann, einer der Großen der Filmkunst: "Dr. Mabuse", "Die Nibelungen", "Faust", "Der Kongreß tanzt". Der inzwischen verstorbene Meister spielt manchmal allzu kühn auf seinem technischen Instrument.“
Das Lexikon des internationalen Films schreibt: „John Knittels in den 30er Jahren erschienener Roman wurde zur bloßen Krimi-Kolportage verdünnt.“